# Historique du parcours européen du BATE Borisov
Cet article présente les différentes campagnes européennes réalisées par le BATE Borisov depuis sa première participation à la Coupe UEFA en 1999.
Prenant régulièrement part aux phases de qualification de la Ligue des champions, le BATE atteint la phase de groupes de la compétition pour la première fois de son histoire en 2008. Il atteint cette phase à quatre autres reprises entre 2011 et 2016.
Également un habitué de la Coupe UEFA puis de la Ligue Europa, il en intègre la phase de groupes pour la première fois en 2009 et se qualifie pour les seizièmes de finale de la compétition dès la saison suivante puis deux autres fois en 2013 et en 2019, sans jamais aller plus loin.

## Histoire

### Premières performances (1999-2007)
Le BATE Borisov prend part à sa première compétition européenne au mois d'août 1999. En tant que vice-champion de Biélorussie l'année précédente, il accède alors au tour préliminaire de la Coupe UEFA 1999-2000 et se voit opposé aux Russes du Lokomotiv Moscou. Ces derniers, largement favoris, finissent par l'emporter largement sur le score cumulé de 12 buts à 1.
Après leur première victoire en championnat lors de la saison 1999, les Biélorusses découvrent cette fois la Ligue des champions où ils remportent leur premier succès européen face au club arménien du Shirak FC (3-2 en cumulé). Ils s'inclinent cependant au tour suivant contre l'équipe suédoise de l'Helsingborgs IF (0-3). Le BATE fait l'année suivante son retour en Coupe UEFA où il s'impose face au Dinamo Tbilissi avant d'être largement battu par les Italiens de l'AC Milan. En 2002, le club prend part à la Coupe Intertoto où il bat successivement l'AB Copenhague et le TSV 1860 Munich pour accéder au troisième tour. Il est finalement éliminé à ce stade par le Bologne FC (0-2).
Les cinq années suivantes voient le club être systématiquement éliminé dès les premiers tours, malgré une deuxième brève participation à la Ligue des champions en 2003. Les Biélorusses réalisent leur premier parcours notable en 2007 en atteignant le troisième tour de qualification de la Ligue des champions, s'imposant face à l'APOEL Nicosie puis le FH Hafnarfjörður. Opposés au du Steaua Bucarest, les deux équipes se tiennent d'abord en échec au cours du match aller à Borisov (2-2) avant que les Roumains ne finissent par s'imposer chez eux sur le score de 2-0. Le BATE est ensuite repêché en Coupe UEFA où il est largement battu au premier tour par Villarreal (1-6 en cumulé).

### Qualifications en phases de groupes (2008-2019)

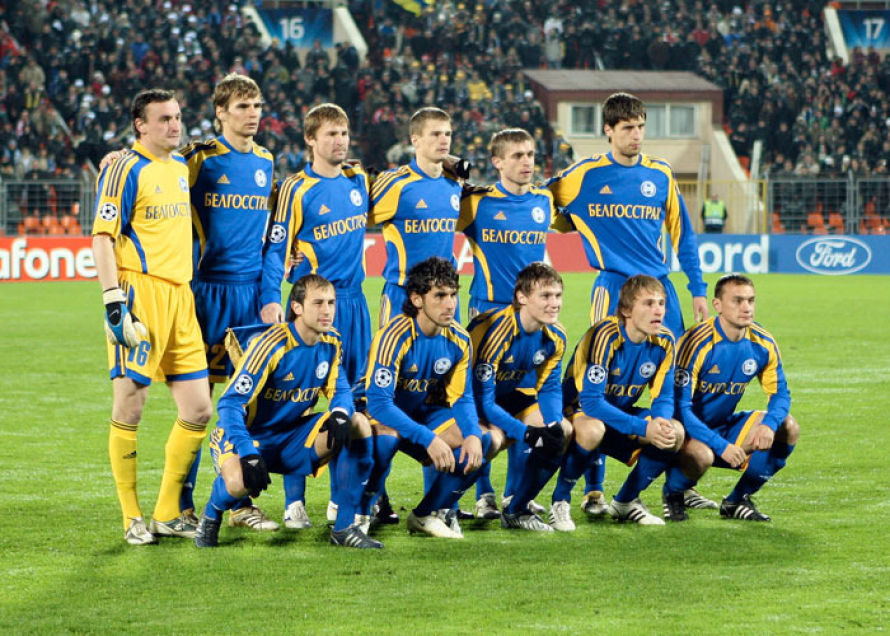
Photo d'équipe du BATE Borisov en Ligue des champions en novembre 2008.

L'année qui suit, le BATE réalise un parcours similaire, battant les Islandais du Valur Reykjavik puis les Belges du RSC Anderlecht avant de l'emporter cette fois au troisième tour face aux Bulgares du Levski Sofia (2-1 en cumulé). Ce succès permet au club de devenir la première équipe biélorusse à atteindre la phase de groupes de la Ligue des champions. Il termine par la suite dernier d'un groupe H composé du Real Madrid, de la Juventus et du Zénith Saint-Pétersbourg, décrochant malgré tout trois résultats nuls face à ces deux dernières équipes.
Lors de la saison 2009-2010, les Biélorusses atteignant une fois de plus le troisième tour de qualification de la Ligue des champions, mais sont cette fois battus par les Lettons de Ventspils (2-2, défaite aux buts à l'extérieur). Repêchés dans la foulée en barrages de la nouvelle Ligue Europa, successeur de la Coupe UEFA, ils l'emportent aux dépens du Litex Lovetch pour disputer leur première face de groupes dans cette compétition. Le BATE termine par la suite troisième du groupe I avec sept points obtenus, lui permettant de terminer devant l'AEK Athènes mais derrière Everton et Benfica.
L'exercice suivant suit un cheminement similaire, avec une nouvelle élimination au troisième tour de qualification de la Ligue des champions, cette fois contre le FC Copenhague, suivi d'une nouvelle qualification en phase de groupes de la Ligue Europa après un net succès contre le CS Maritimo (5-1 en cumulé). Tirés cette fois dans un groupe E composé de l'AZ Alkmaar, du Dynamo Kiev et du Sheriff Tiraspol, les Biélorusses parviennent à accumuler 10 points, notamment à la faveur de trois succès contre le Sheriff Tiraspol et l'AZ Alkmaar pour finir deuxième devant ces derniers. Cette performance lui permet de se qualifier pour sa première phase finale européenne. Son parcours s'achève cependant au stade des seizièmes de finale avec une élimination face au Paris Saint-Germain du fait des buts à l'extérieur tandis que les deux rencontres s'achèvent sur des résultats nuls (2-2 en Biélorussie, 0-0 en France).
La saison 2011-2012 voit le BATE disputer sa deuxième phase de groupes de Ligue des champions, en battant successivement l'équipe nord-irlandaise de Linfield, lituanienne de l'Ekranas Panevėžys et enfin autrichienne du Sturm Graz aux tours préliminaires. Le club termine cette fois de nouveau dernier, n'accumulant que deux points dans un groupe composé du FC Barcelone, de l'AC Milan et du Viktoria Plzeň. Il enchaîne l'année suivante une nouvelle qualification en groupes. Opposés cette fois au Bayern Munich, au Lille OSC et à Valence, les Biélorusses parviennent à signer deux succès contre ces deux premières équipes, lui permettant de finir troisième devant Lille avec six points. Ce résultat lui permet d'être repêché en seizièmes de finale de la Ligue Europa où il s'incline d'entre face au Fenerbahçe (0-1 en cumulé).
Après une performance décevante en 2013, avec une élimination d'entrée en Ligue des champions contre les Kazakhs du Chakhtior Karagandy, le BATE enchaîne par la suite deux qualifications successives en phase de groupes de la compétition, finissant à chaque fois dernier. Il est par la suite éliminé en barrages de la Ligue Europa en 2016 par le FK Astana avant d'accéder aux groupes de cette dernière compétition l'année suivante, où il termine une fois de plus dernier.
L'exercice 2018-2019 voit le club s'incliner en barrages de la Ligue des champions face au PSV Eindhoven (2-6 en cumulé) et être repêché en Ligue Europa. Opposés à Chelsea, au PAOK Salonique et au MOL Vidi, les Biélorusses parviennent à décrocher trois victoires contre ces deux derniers clubs pour s'adjuger la deuxième place et retrouver les phases finales européennes pour la première fois en six ans. Le tirage au sort les opposent aux Anglais d'Arsenal, contre qui ils remportent le match aller à domicile 1-0 avant d'être éliminés après une défaite 3-0 à l'extérieur.
Après cette dernière performance, le BATE connaît une période générale de déclin, illustré notamment par la perte du titre de champion national à l'issue de la saison 2019 après treize années de domination. Cela se traduit également dans les performances européennes du club, avec une élimination en barrages de la Ligue Europa en 2019 suivi par trois défaites d'affilée au deuxième tour de qualification de cette dernière compétition puis de la nouvelle Ligue Europa Conférence entre 2020 et 2022.

## Résultats en compétitions européennes

### Légende du tableau
| Vainqueur de la compétition | Victoire ou qualification | Match nul | Défaite ou élimination |

### Résultats
Note : dans les résultats ci-dessous, le score du club est toujours donné en premier.
| Saison    | Compétition             | Tour                | Club                       | Domicile | Extérieur | Total     |
| --------- | ----------------------- | ------------------- | -------------------------- | -------- | --------- | --------- |
| 1999-2000 | Coupe UEFA              | Tour préliminaire   | Lokomotiv Moscou           | 1 - 7    | 0 - 5     | 1 - 12    |
| 2000-2001 | Ligue des champions     | Premier tour Q      | Shirak FC                  | 2 - 1    | 1 - 1     | 3 - 2     |
| 2000-2001 | Ligue des champions     | Deuxième tour Q     | Helsingborgs IF            | 0 - 3    | 0 - 0     | 0 - 3     |
| 2001-2002 | Coupe UEFA              | Tour préliminaire   | Dinamo Tbilissi            | 4 - 0    | 1 - 2     | 5 - 2     |
| 2001-2002 | Coupe UEFA              | Premier tour        | AC Milan                   | 0 - 2    | 0 - 4     | 0 - 6     |
| 2002      | Coupe Intertoto         | Premier tour        | AB Copenhague              | 1 - 0    | 2 - 0     | 3 - 0     |
| 2002      | Coupe Intertoto         | Deuxième tour       | 1860 Munich                | 4 - 0    | 1 - 0     | 5 - 0     |
| 2002      | Coupe Intertoto         | Troisième tour      | Bologne FC                 | 0 - 0    | 0 - 2     | 0 - 2     |
| 2003-2004 | Ligue des champions     | Premier tour Q      | Bohemians FC               | 1 - 0    | 0 - 3     | 1 - 3     |
| 2004-2005 | Coupe UEFA              | Premier tour Q      | Dinamo Tbilissi            | 2 - 3    | 0 - 1     | 2 - 4     |
| 2005-2006 | Coupe UEFA              | Premier tour Q      | Torpedo Koutaïssi          | 5 - 0    | 1 - 0     | 6 - 0     |
| 2005-2006 | Coupe UEFA              | Deuxième tour Q     | Krylia Sovetov Samara      | 0 - 2    | 0 - 2     | 0 - 4     |
| 2006-2007 | Coupe UEFA              | Premier tour Q      | Nistru Otaci               | 2 - 0    | 0 - 1     | 2 - 1     |
| 2006-2007 | Coupe UEFA              | Deuxième tour Q     | Rubin Kazan                | 0 - 2    | 0 - 3     | 0 - 5     |
| 2007-2008 | Ligue des champions     | Premier tour Q      | APOEL Nicosie              | 3 - 0 ap | 0 - 2     | 3 - 2     |
| 2007-2008 | Ligue des champions     | Deuxième tour Q     | FH Hafnarfjördur           | 3 - 1    | 1 - 1     | 4 - 2     |
| 2007-2008 | Ligue des champions     | Troisième tour Q    | Steaua Bucarest            | 2 - 2    | 0 - 2     | 2 - 4     |
| 2007-2008 | Coupe UEFA              | Premier tour        | Villarreal CF              | 0 - 2    | 1 - 4     | 1 - 6     |
| 2008-2009 | Ligue des champions     | Premier tour Q      | Valur Reykjavik            | 2 - 0    | 1 - 0     | 3 - 0     |
| 2008-2009 | Ligue des champions     | Deuxième tour Q     | RSC Anderlecht             | 2 - 2    | 2 - 1     | 4 - 3     |
| 2008-2009 | Ligue des champions     | Troisième tour Q    | Levski Sofia               | 1 - 1    | 1 - 0     | 2 - 1     |
| 2008-2009 | Ligue des champions     | Groupe H            | Real Madrid                | 0 - 1    | 0 - 2     | Quatrième |
| 2008-2009 | Ligue des champions     | Groupe H            | Juventus FC                | 2 - 2    | 0 - 0     | Quatrième |
| 2008-2009 | Ligue des champions     | Groupe H            | Zénith Saint-Pétersbourg   | 0 - 2    | 1 - 1     | Quatrième |
| 2009-2010 | Ligue des champions     | Deuxième tour Q     | Makedonija GP Skopje       | 2 - 0    | 2 - 0     | 4 - 0     |
| 2009-2010 | Ligue des champions     | Troisième tour Q    | FK Ventspils               | 2 - 1    | 0 - 1     | 2 - 2E    |
| 2009-2010 | Ligue Europa            | Barrages Q          | Litex Lovetch              | 0 - 1    | 4 - 0 ap  | 4 - 1     |
| 2009-2010 | Ligue Europa            | Groupe I            | Benfica Lisbonne           | 1 - 2    | 0 - 2     | Troisième |
| 2009-2010 | Ligue Europa            | Groupe I            | Everton FC                 | 1 - 2    | 1 - 0     | Troisième |
| 2009-2010 | Ligue Europa            | Groupe I            | AEK Athènes                | 2 - 1    | 2 - 2     | Troisième |
| 2010-2011 | Ligue des champions     | Deuxième tour Q     | FH Hafnarfjörður           | 5 - 1    | 1 - 0     | 6 - 1     |
| 2010-2011 | Ligue des champions     | Troisième tour Q    | FC Copenhague              | 0 - 0    | 2 - 3     | 2 - 3     |
| 2010-2011 | Ligue Europa            | Barrages Q          | CS Marítimo                | 3 - 0    | 2 - 1     | 5 - 1     |
| 2010-2011 | Ligue Europa            | Groupe E            | Dynamo Kiev                | 2 - 2    | 1 - 4     | Deuxième  |
| 2010-2011 | Ligue Europa            | Groupe E            | AZ Alkmaar                 | 4 - 1    | 0 - 3     | Deuxième  |
| 2010-2011 | Ligue Europa            | Groupe E            | Sheriff Tiraspol           | 3 - 1    | 1 - 0     | Deuxième  |
| 2010-2011 | Ligue Europa            | Seizièmes de finale | Paris Saint-Germain        | 2 - 2    | 0 - 0     | 2 - 2E    |
| 2011-2012 | Ligue des champions     | Deuxième tour Q     | Linfield FC                | 2 - 0    | 1 - 1     | 3 - 1     |
| 2011-2012 | Ligue des champions     | Troisième tour Q    | Ekranas Panevėžys          | 0 - 0    | 3 - 1     | 3 - 1     |
| 2011-2012 | Ligue des champions     | Barrages Q          | Sturm Graz                 | 1 - 1    | 2 - 0     | 3 - 1     |
| 2011-2012 | Ligue des champions     | Groupe F            | Viktoria Plzeň             | 0 - 1    | 1 - 1     | Quatrième |
| 2011-2012 | Ligue des champions     | Groupe F            | FC Barcelone               | 0 - 5    | 0 - 4     | Quatrième |
| 2011-2012 | Ligue des champions     | Groupe F            | AC Milan                   | 1 - 1    | 0 - 2     | Quatrième |
| 2012-2013 | Ligue des champions     | Deuxième tour Q     | Vardar Skopje              | 3 - 2    | 0 - 0     | 3 - 2     |
| 2012-2013 | Ligue des champions     | Troisième tour Q    | Debreceni VSC              | 1 - 1    | 2 - 0     | 3 - 1     |
| 2012-2013 | Ligue des champions     | Barrages Q          | Hapoël Ironi Kiryat Shmona | 2 - 0    | 1 - 1     | 3 - 1     |
| 2012-2013 | Ligue des champions     | Groupe F            | Lille OSC                  | 0 - 2    | 3 - 1     | Troisième |
| 2012-2013 | Ligue des champions     | Groupe F            | Bayern Munich              | 3 - 1    | 1 - 4     | Troisième |
| 2012-2013 | Ligue des champions     | Groupe F            | Valence CF                 | 0 - 3    | 2 - 4     | Troisième |
| 2012-2013 | Ligue Europa            | Seizièmes de finale | Fenerbahçe SK              | 0 - 0    | 0 - 1     | 0 - 1     |
| 2013-2014 | Ligue des champions     | Deuxième tour Q     | Shakhtyor Karagandy        | 0 - 1    | 0 - 1     | 0 - 2     |
| 2014-2015 | Ligue des champions     | Deuxième tour Q     | Skënderbeu Korçë           | 0 - 0    | 1 - 1     | 1E - 1    |
| 2014-2015 | Ligue des champions     | Troisième tour Q    | Debreceni VSC              | 3 - 1    | 0 - 1     | 3 - 2     |
| 2014-2015 | Ligue des champions     | Barrages Q          | Slovan Bratislava          | 3 - 0    | 1 - 1     | 4 - 1     |
| 2014-2015 | Ligue des champions     | Groupe H            | FC Porto                   | 0 - 3    | 0 - 6     | Quatrième |
| 2014-2015 | Ligue des champions     | Groupe H            | Athletic Bilbao            | 2 - 1    | 0 - 2     | Quatrième |
| 2014-2015 | Ligue des champions     | Groupe H            | Chakhtar Donetsk           | 0 - 7    | 0 - 5     | Quatrième |
| 2015-2016 | Ligue des champions     | Deuxième tour Q     | Dundalk FC                 | 2 - 1    | 0 - 0     | 2 - 1     |
| 2015-2016 | Ligue des champions     | Troisième tour Q    | Videoton FC                | 1 - 0    | 1 - 1     | 2 - 1     |
| 2015-2016 | Ligue des champions     | Barrages Q          | Partizan Belgrade          | 1 - 0    | 1 - 2     | 2E - 2    |
| 2015-2016 | Ligue des champions     | Groupe E            | Bayer Leverkusen           | 1 - 1    | 1 - 4     | Quatrième |
| 2015-2016 | Ligue des champions     | Groupe E            | AS Rome                    | 3 - 2    | 0 - 0     | Quatrième |
| 2015-2016 | Ligue des champions     | Groupe E            | FC Barcelone               | 0 - 2    | 0 - 3     | Quatrième |
| 2016-2017 | Ligue des champions     | Deuxième tour Q     | SJK Seinäjoki              | 2 - 0    | 2 - 2     | 4 - 2     |
| 2016-2017 | Ligue des champions     | Troisième tour Q    | Dundalk FC                 | 1 - 0    | 0 - 3     | 1 - 3     |
| 2016-2017 | Ligue Europa            | Barrages Q          | FK Astana                  | 2 - 2    | 0 - 2     | 2 - 4     |
| 2017-2018 | Ligue des champions     | Deuxième tour Q     | Alashkert FC               | 1 - 1    | 3 - 1     | 4 - 1     |
| 2017-2018 | Ligue des champions     | Troisième tour Q    | Slavia Prague              | 2 - 1    | 0 - 1     | 3 - 0     |
| 2017-2018 | Ligue Europa            | Barrages Q          | FK Oleksandriïa            | 1 - 1    | 2 - 1     | 3 - 1     |
| 2017-2018 | Ligue Europa            | Groupe H            | Étoile rouge de Belgrade   | 0 - 0    | 1 - 1     | Quatrième |
| 2017-2018 | Ligue Europa            | Groupe H            | Arsenal FC                 | 2 - 4    | 0 - 6     | Quatrième |
| 2017-2018 | Ligue Europa            | Groupe H            | FC Cologne                 | 1 - 0    | 2 - 5     | Quatrième |
| 2018-2019 | Ligue des champions     | Deuxième tour Q     | HJK Helsinki               | 0 - 0    | 2 - 1     | 2 - 1     |
| 2018-2019 | Ligue des champions     | Troisième tour Q    | FK Qarabağ                 | 1 - 1    | 1 - 0     | 2 - 1     |
| 2018-2019 | Ligue des champions     | Barrages Q          | PSV Eindhoven              | 2 - 3    | 0 - 3     | 2 - 6     |
| 2018-2019 | Ligue Europa            | Groupe L            | PAOK Salonique             | 1 - 4    | 3 - 1     | Deuxième  |
| 2018-2019 | Ligue Europa            | Groupe L            | Chelsea FC                 | 0 - 1    | 1 - 3     | Deuxième  |
| 2018-2019 | Ligue Europa            | Groupe L            | MOL Vidi                   | 2 - 0    | 2 - 0     | Deuxième  |
| 2018-2019 | Ligue Europa            | Seizièmes de finale | Arsenal FC                 | 1 - 0    | 0 - 3     | 1 - 3     |
| 2019-2020 | Ligue des champions     | Premier tour Q      | Piast Gliwice              | 1 - 1    | 2 - 1     | 3 - 2     |
| 2019-2020 | Ligue des champions     | Deuxième tour Q     | Rosenborg BK               | 2 - 1    | 0 - 2     | 2 - 3     |
| 2019-2020 | Ligue Europa            | Troisième tour Q    | FK Sarajevo                | 0 - 0    | 2 - 1     | 2 - 1     |
| 2019-2020 | Ligue Europa            | Barrages Q          | FK Astana                  | 2 - 0    | 0 - 3     | 2 - 3     |
| 2020-2021 | Ligue Europa            | Deuxième tour Q     | CSKA Sofia                 | N/A      | 0 - 2     | 0 - 2     |
| 2021-2022 | Ligue Europa Conférence | Deuxième tour Q     | Dinamo Batoumi             | 1 - 4    | 1 - 0     | 2 - 4     |
| 2022-2023 | Ligue Europa Conférence | Deuxième tour Q     | Konyaspor                  | 0 - 3    | 0 - 2     | 0 - 5     |
| 2023-2024 | Ligue des champions     | Premier tour Q      | Partizani Tirana           | 2 - 0    | 1 - 1     | 3 - 1     |
| 2023-2024 | Ligue des champions     | Deuxième tour Q     | Aris Limassol              | 3 - 5    | 2 - 6     | 5 - 11    |
| 2023-2024 | Ligue Europa            | Troisième tour Q    | Sheriff Tiraspol           | 2 - 2    | 1 - 5     | 3 - 7     |
| 2023-2024 | Ligue Europa Conférence | Barrages Q          | KF Ballkani                | 1 - 0    | 1 - 4     | 2 - 4     |

## Bilan
| Compétition              | P  | M   | V  | N  | D  | BP  | BC  | Diff. |
| ------------------------ | -- | --- | -- | -- | -- | --- | --- | ----- |
| Ligue des champions (C1) | 16 | 104 | 37 | 31 | 36 | 119 | 150 | -31   |
| Ligue Europa (C3)        | 15 | 63  | 21 | 11 | 31 | 75  | 111 | -36   |
| Ligue Conférence (C4)    | 3  | 6   | 2  | 0  | 4  | 4   | 13  | -9    |
| Coupe Intertoto          | 1  | 6   | 4  | 1  | 1  | 8   | 2   | +6    |
| Total                    | 35 | 179 | 64 | 43 | 72 | 206 | 276 | -70   |